# Świadomość

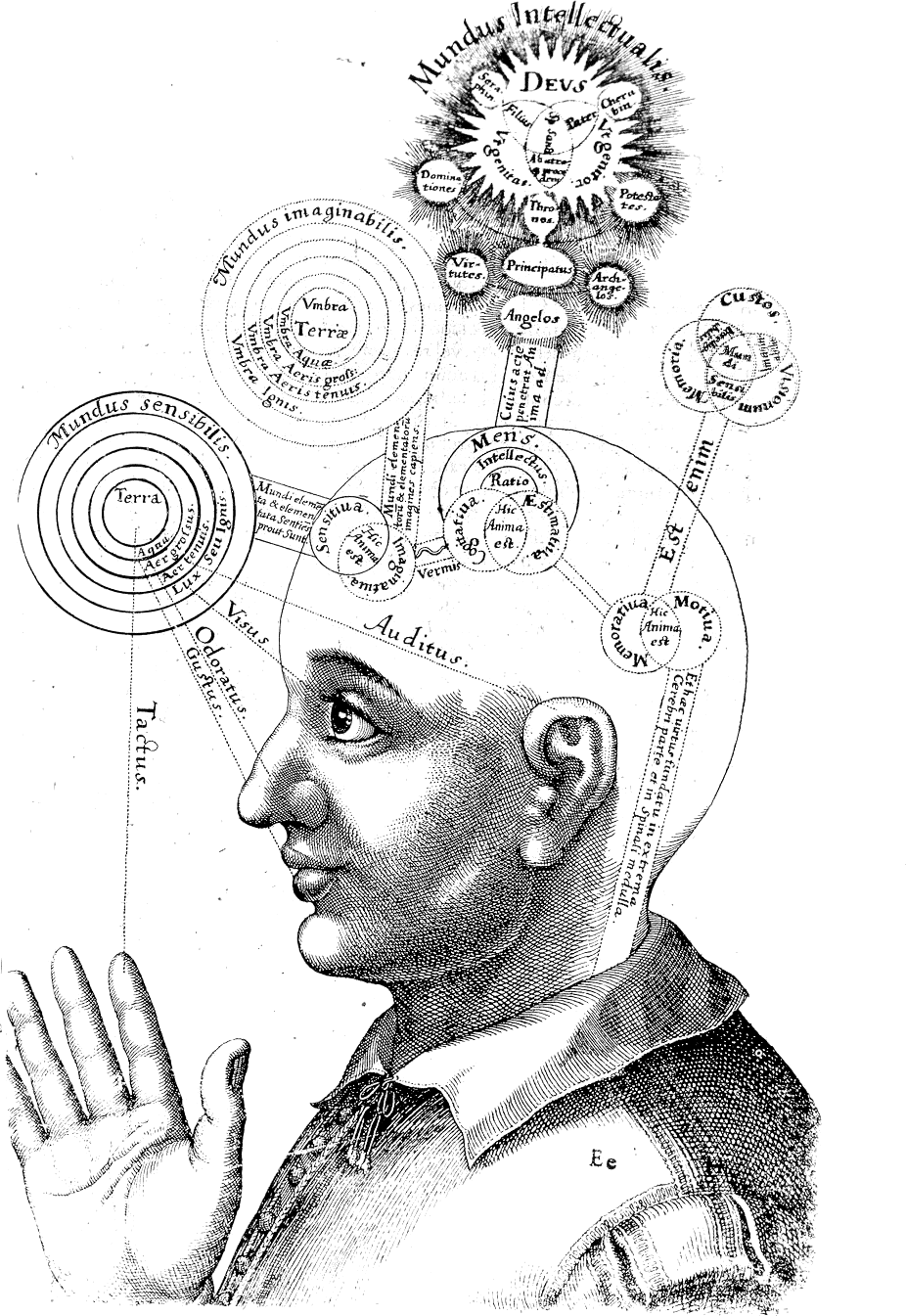
Graficzna reprezentacja świadomości z XVII wieku, wykonana przez Roberta Fludda

Świadomość – podstawowy i fundamentalny stan psychiczny, w którym jednostka zdaje sobie sprawę ze zjawisk wewnętrznych, takich jak własne procesy myślowe oraz zjawisk zachodzących w środowisku zewnętrznym i jest w stanie reagować na nie (somatycznie lub autonomicznie).

## Etymologia
Łaciński wyraz określający świadomość: conscientia, pochodzi od con – „z” i scientia – „wiedza”. Conscientia oznaczało wiedzę dzieloną z kimś, często wiedzę tajną, dzieloną pomiędzy konspiratorami, jednak w metaforycznym sensie oznaczać może „wiedzę dzieloną z samym sobą”, wskazując na intymny, dostępny jedynie dla doświadczającego, charakter świadomego doświadczenia. Z łacińskiej nazwy conscientia wywodzą się określenia świadomości w wielu językach europejskich, np. ang. consciousness, fr. conscience, wł. coscienza).

## Zakres pojęcia
Przez pojęcie „świadomość” można rozumieć wiele stanów – od zdawania sobie sprawy z istnienia otoczenia, istnienia samego siebie, poprzez świadomość istnienia swojego życia psychicznego aż po świadomość świadomą samej siebie. W tym pierwszym przypadku świadomość mają niektóre zwierzęta, a świadomość samego siebie posiadają ludzie i najprawdopodobniej szympansy. Nie jest jasne, czy samoświadomość ma tylko Homo sapiens.
Świadomość istnieje dzięki relacji zmysły – mózg i umysł.
Samoświadomość u ludzi wynika ze specyficznej zdolności którą jest posługiwanie się językiem mówionym – mową ludzką, możliwości takiej nie ma żadne ze zwierząt, nawet szympansy, wykształcenie się różnic w trakcie ewolucji polegało nie tylko na zmianach wielkości  mózgu, ale też w obrębie narządów mowy. Dzięki mowie ludzkiej człowiek myśli również słowami oznaczającymi pojęcia abstrakcyjne, i dzięki niej powstało pismo.
Według Adama Zemana można wyróżnić trzy następujące wymiary świadomości skierowanej ku osobom trzecim:
1. stan czuwania
2. zawartość władz poznawczych i uporządkowanie treści poznawanych na osi czasu
3. poznanie intencji[3][4]

Świadomość otoczenia (czyli czujność) może być pewnego rodzaju odwzorowaniem cech środowiska w umyśle. Jednym z przejawów tak rozumianej świadomości jest reprezentacja obiektów postrzeganych wzrokowo. Badania Williama T. Newsome nad neuronami okolicy środkowej skroniowej (ang. middle temporal, MT) pokazały, że ich wyładowania odpowiadają obserwowanym przez makaki cechom ruchu (prędkość i kierunek).
Świadomość samego siebie to rodzaj reprezentacji swojego organizmu na tle reprezentacji środowiska. Taką świadomość stwierdzono u szympansów, po zaobserwowaniu faktu, że małpy te, gdy zaznaczono na ich twarzy plamę, starały się ją wytrzeć, gdy zobaczyły swe odbicie w lustrze. Podobną zdolność wykazują dzieci około drugiego roku życia. Samoświadomość to z kolei wiedza o procesach, jakie zachodzą między odwzorowaniami, czy też reprezentacjami umysłowymi.
Głównym paradygmatem psychologii poznawczej jest stwierdzenie, że świadomość jest procesem, a nie stanem umysłu.

## Szkoły psychologiczne
Świadomość to obszar wspólny filozofii i psychologii w domenie tej dopatrywać się można początków psychologii jako nauki. Badaniami nad świadomością zajmuje się też kognitywistyka. Pierwszą szkołą psychologiczną była „klasyczna” psychologia świadomości Wundta (zob. strukturalizm), psychologia świadomości w wersji funkcjonalistycznej wyewoluowała z rozważań Franza Brentany i Williama Jamesa. Po okresie dominacji behawioryzmu, który wyrzucił z obszaru psychologii zagadnienia życia mentalnego, problem świadomości powrócił na nowo wraz z rozwojem kognitywistyki. Dociekania natury świadomości wspierane są teraz przez dane empiryczne pochodzące z badań z użyciem technik obrazowania mózgu (zob. neuroobrazowanie, fMRI).

## Zaburzenia świadomości
Zaburzenia świadomości można podzielić na ilościowe i jakościowe.
- Ilościowe zaburzenia świadomości
  - senność patologiczna (somnolentia)
  - półśpiączka (sopor)
  - śpiączka (coma)[8]
- Jakościowe zaburzenia świadomości
  - przymglenie
  - zmącenie

### Zespoły zaburzeń świadomości[9]
- przymglenie proste
- zespół majaczeniowy (delirium)
  - alkoholowy zespół majaczeniowy
- zespół zamroczeniowy (pomroczny)
  - zamroczenie proste (obnubilatio)
  - zamroczenie złożone
- złożony zespół zamroczeniowo-majaczeniowy zwany też jako zespół onejroidalny (stan oniryczny)[10]
- zespół splątaniowy (amentywny)